# Vincelles (Marne)
Vincelles és un municipi francès, situat al departament del Marne i a la regió del Gran Est. L'any 2007 tenia 290 habitants.

## Demografia

### Població
El 2007 la població de fet de Vincelles era de 290 persones. Hi havia 128 famílies, de les quals 34 eren unipersonals (15 homes vivint sols i 19 dones vivint soles), 60 parelles sense fills, 30 parelles amb fills i 4 famílies monoparentals amb fills.
La població ha evolucionat segons el següent gràfic:
Habitants censats

### Habitatges
El 2007 hi havia 154 habitatges, 128 eren l'habitatge principal de la família, 14 eren segones residències i 12 estaven desocupats. 141 eren cases i 13 eren apartaments. Dels 128 habitatges principals, 109 estaven ocupats pels seus propietaris, 17 estaven llogats i ocupats pels llogaters i 2 estaven cedits a títol gratuït; 4 tenien dues cambres, 13 en tenien tres, 21 en tenien quatre i 90 en tenien cinc o més. 110 habitatges disposaven pel capbaix d'una plaça de pàrquing. A 68 habitatges hi havia un automòbil i a 45 n'hi havia dos o més.

### Piràmide de població
La piràmide de població per edats i sexe el 2009 era:
| Homes | Edats   | Dones |
| ----- | ------- | ----- |
| 0     | 95 o +  | 0     |
| 0     | 90 a 94 | 4     |
| 4     | 85 a 89 | 0     |
| 0     | 80 a 84 | 4     |
| 8     | 75 a 79 | 4     |
| 12    | 70 a 74 | 4     |
| 16    | 65 a 69 | 24    |
| 8     | 60 a 64 | 16    |
| 12    | 55 a 59 | 8     |
| 20    | 50 a 54 | 12    |
| 4     | 45 a 49 | 12    |
| 16    | 40 a 44 | 8     |
| 12    | 35 a 39 | 8     |
| 12    | 30 a 34 | 16    |
| 4     | 25 a 29 | 8     |
| 8     | 20 a 24 | 0     |
| 0     | 15 a 19 | 0     |
| 20    | 10 a 14 | 8     |
| 12    | 5 a 9   | 12    |
| 12    | 0 a 4   | 4     |

## Economia
El 2007 la població en edat de treballar era de 172 persones, 142 eren actives i 30 eren inactives. De les 142 persones actives 134 estaven ocupades (70 homes i 64 dones) i 10 estaven aturades (2 homes i 8 dones). De les 30 persones inactives 14 estaven jubilades, 10 estaven estudiant i 6 estaven classificades com a «altres inactius».

### Ingressos
El 2009 a Vincelles hi havia 133 unitats fiscals que integraven 317,5 persones, la mediana anual d'ingressos fiscals per persona era de 21.139 €.

### Activitats econòmiques
Dels 6 establiments que hi havia el 2007, 2 eren d'empreses alimentàries, 1 d'una empresa de fabricació d'altres productes industrials, 1 d'una empresa de construcció, 1 d'una empresa d'hostatgeria i restauració i 1 d'una empresa classificada com a «altres activitats de serveis».
L'únic servei als particulars que hi havia el 2009 era una lampisteria.
L'any 2000 a Vincelles hi havia 63 explotacions agrícoles que ocupaven un total de 148 hectàrees.

## Poblacions més properes
El següent diagrama mostra les poblacions més properes.